# Ліберті-білдінг
Ліберті-білдінг (ісп. Edificio Libertad) була однією з двох будівель-резиденцій президента Уругваю (друга — палац Естевес).
Побудовано в 1970-х у період правління військових для Міністерства оборони, але в 1985, президент Хуліо Марія Сангінетті вирішив перенести офіс президента в цю будівлю. Площа навколо будівлі була перетворена в парк з постійною експозицією сучасних скульптур, що відкрився в 1996.
У 2006 президент Табаре Васкес заявив, що він перенесе резиденцію президента у Виконавчу вежу та перетворить Ліберті-білдінг в лікарню. В даний час в будівлі знаходиться пункт з надання послуг першої допомоги Міністерства охорони здоров'я Уругваю.